# جوزفين برستون بيبودي
جوزفين برستون بيبودي (بالإنجليزية: Josephine Preston Peabody)‏ هي كاتِبة وشاعرة أمريكية، ولدت في 30 مايو 1874 في نيويورك في الولايات المتحدة، وتوفيت في 4 ديسمبر 1922.

## وصلات خارجية
- جوزفين برستون بيبودي على موقع الموسوعة البريطانية (الإنجليزية)
- جوزفين برستون بيبودي على موقع ميوزك برينز (الإنجليزية)
- جوزفين برستون بيبودي على موقع قاعدة بيانات برودواي على الإنترنت (الإنجليزية)